# Großer Priepertsee
Der Große Priepertsee befindet sich im Landkreis Mecklenburgische Seenplatte 15 Kilometer südlich von Neustrelitz. Er ist etwa 2,3 Kilometer lang und i.M. 600 Meter breit und gehört zum Neustrelitzer Kleinseenland in Mecklenburg-Vorpommern. Er wird von Norden nach Süden von der Havel durchflossen.
Der See liegt auf dem Gemeindegebiet von Priepert. Am Südzipfel, am Übergang zum Ellbogensee, liegt der Ort Priepert selbst. Der See hat eine etwa rechteckige Form mit einer markanten Bucht dem Kleinen Priepertsee in der Nordhälfte. Die tiefste Stelle des Sees mit etwa 32 Metern befindet sich im Südteil des Sees. 
Der Große Priepertsee ist Bestandteil der 97 Kilometer langen Bundeswasserstraße Obere Havel-Wasserstraße (OHW) der Wasserstraßenklasse I; zuständig ist das Wasserstraßen- und Schifffahrtsamt Oder-Havel.
Auf dem Priepertsee befindet sich eine betonnte Wasserskistrecke.